# ۳۹۳ (پیش از میلاد)
۳۹۳ (پیش از میلاد) ۳۹۳مین سال قبل از تقویم میلادی است.